# Saison 2018 de l'équipe cycliste Movistar
La saison 2018 de l'équipe cycliste Movistar est la trente-neuvième de cette équipe.

## Préparation de la saison 2018

### Sponsors et financement de l'équipe
L'équipe est gérée par la société Abarca Sports, fondée en fin d'année 2003 par José Miguel Echavarri, et détenue par celui, Eusebio Unzué et l'avocat Francisco Fernández Maestre. José Miguel Echavarri se retire du cyclisme en 2008 et vend ses parts à Eusebio Unzué, désormais actionnaire majoritaire de la structure,,.
Depuis 2011, l'équipe porte le nom de Movistar, marque de son principal sponsor, l'opérateur mobile Telefónica Móviles. Fin 2016, cette entreprise a prolongé jusqu'à 2019 son engagement avec Abarca Sports. En 2018, une équipe cycliste féminine Movistar est créée, à la demande de Telefónica. Selon Eusebio Unzué, le budget de l'équipe s'élève à environ 12 millions d'euros. 70% sont apportés par Telefónica, le reste l'étant par 26 autres sponsors.
Canyon est le fournisseur de cycles de l'équipe depuis 2014.
L'équipe Movistar change de maillot en 2018. De l'arrivée du sponsor Movistar à 2017, les maillots étaient bleu foncé et arboraient les logos lime de l'entreprise. En 2018, le bleu du maillot est plus clair et les logos sont blancs, tandis que le cuissard est plus sombre, proche du noir. Ces vêtements sont toujours fournis par Endura.

### Arrivées et départs
Huit coureurs quittent l'équipe, tandis que cinq sont recrutés, de sorte que l'effectif passe de 28 à 25 coureurs. Jonathan Castroviejo part chez Sky, Alex Dowsett chez Katusha-Alpecin, Jesús et José Herrada chez Cofidis, Gorka Izagirre chez Bahrain-Merida, Daniel Moreno chez EF Education First-Drapac et Rory Sutherland chez UAE Emirates. Adriano Malori a mis fin à sa carrière plus tôt au cours de la saison 2017. La principale recrue est Mikel Landa, en provenance de Sky, et appelé à remplir un rôle de leader. Jaime Castrillo, issu du club formateur Lizarte, associé à Movistar, signe son premier contrat professionnel. Les autres recrues sont Jaime Rosón, Eduardo Sepulveda et Rafael Valls.
| Arrivées          | Équipe 2017            |
| ----------------- | ---------------------- |
| Jaime Castrillo   | Lizarte                |
| Mikel Landa       | Sky                    |
| Jaime Rosón       | Caja Rural-Seguros RGA |
| Eduardo Sepulveda | Fortuneo-Oscaro        |
| Rafael Valls      | Lotto-Soudal           |

| Départs              | Équipe 2018               |
| -------------------- | ------------------------- |
| Jonathan Castroviejo | Sky                       |
| Alex Dowsett         | Katusha-Alpecin           |
| Jesús Herrada        | Cofidis                   |
| José Herrada         | Cofidis                   |
| Gorka Izagirre       | Bahrain-Merida            |
| Adriano Malori       | retraite                  |
| Daniel Moreno        | EF Education First-Drapac |
| Rory Sutherland      | UAE Emirates              |

## Coureurs et encadrement technique

### Effectif
| Cycliste                | Date de naissance | Nationalité | Équipe 2017            |  |
| ----------------------- | ----------------- | ----------- | ---------------------- |  |
| Andrey Amador           | 29 août 1986      | Costa Rica  | Movistar               |  |
| Winner Anacona          | 11 août 1988      | Colombie    | Movistar               |  |
| Jorge Arcas             | 8 juillet 1992    | Espagne     | Movistar               |  |
| Carlos Barbero          | 29 avril 1991     | Espagne     | Movistar               |  |
| Daniele Bennati         | 24 septembre 1980 | Italie      | Movistar               |  |
| Carlos Betancur         | 13 octobre 1989   | Colombie    | Movistar               |  |
| Nuno Bico               | 3 juillet 1994    | Portugal    | Movistar               |  |
| Richard Carapaz         | 29 mai 1993       | Équateur    | Movistar               |  |
| Héctor Carretero        | 28 mai 1995       | Espagne     | Movistar               |  |
| Jaime Castrillo         | 13 mars 1996      | Espagne     | Lizarte                |  |
| Víctor de la Parte      | 22 juin 1986      | Espagne     | Movistar               |  |
| Imanol Erviti           | 15 novembre 1983  | Espagne     | Movistar               |  |
| Rubén Fernández Andújar | 1er mars 1991     | Espagne     | Movistar               |  |
| Mikel Landa             | 13 décembre 1989  | Espagne     | Sky                    |  |
| Nélson Oliveira         | 6 mars 1989       | Portugal    | Movistar               |  |
| Antonio Pedrero         | 23 octobre 1991   | Espagne     | Movistar               |  |
| Dayer Quintana          | 30 août 1992      | Colombie    | Movistar               |  |
| Nairo Quintana          | 4 février 1990    | Colombie    | Movistar               |  |
| José Joaquín Rojas      | 8 juin 1985       | Espagne     | Movistar               |  |
| Jaime Rosón             | 13 janvier 1993   | Espagne     | Caja Rural-Seguros RGA |  |
| Eduardo Sepulveda       | 13 juin 1991      | Argentine   | Fortuneo-Oscaro        |  |
| Marc Soler              | 22 novembre 1993  | Espagne     | Movistar               |  |
| Jasha Sütterlin         | 4 novembre 1992   | Allemagne   | Movistar               |  |
| Rafael Valls            | 25 juin 1987      | Espagne     | Lotto-Soudal           |  |
| Alejandro Valverde      | 25 avril 1980     | Espagne     | Movistar               |  |

### Encadrement
Depuis le départ de José Miguel Echavarri en 2007, l'équipe Movistar est dirigée par Eusebio Unzue, directeur sportif de l'équipe (successivement nommée Reynolds, Banesto, ibanesto.com, Illes Balears et Caisse d'épargne) depuis 1985, après avoir dirigé les équipes junior puis amateur de 1974 à 1984.
Les directeurs sportifs sont José Luis Jaimerena, José Luis Arrieta, José Vicente García Acosta, Pablo Lastras et Alfonso Galilea. Les quatre premiers ont été coureurs de l'équipe. Jaimerena, Arrieta et García Acosta en sont directeurs sportifs respectivement depuis 1996, 2011 et 2012. Pablo Lastras, qui a effectué la totalité de sa carrière de coureur dans l'équipe, de 1998 à 2015, devient directeur sportif en 2017. Alfonso Galilea est gérant et directeur technique de l'équipe. Il a dirigé l'équipe Banesto amateur de 1996 à sa disparition en 2000, puis a intégré l'encadrement de l'équipe professionnelle. Depuis 2009, il préside l'association espagnoles des équipes cyclistes professionnelles (ECP), est membre du conseil du cyclisme professionnel de la RFEC et représente les équipes professionnelles au sein de la commission route de l'Union cycliste internationale. De 2013 à 2015, il a présidé le comité directeur de l'AIGCP,.

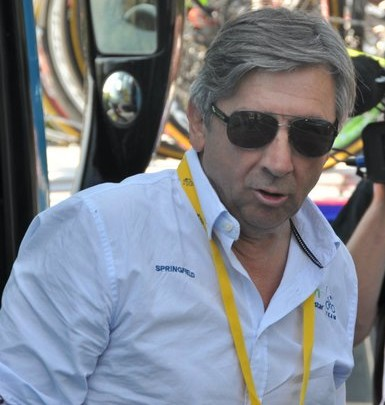
Eusebio Unzué en 2012.
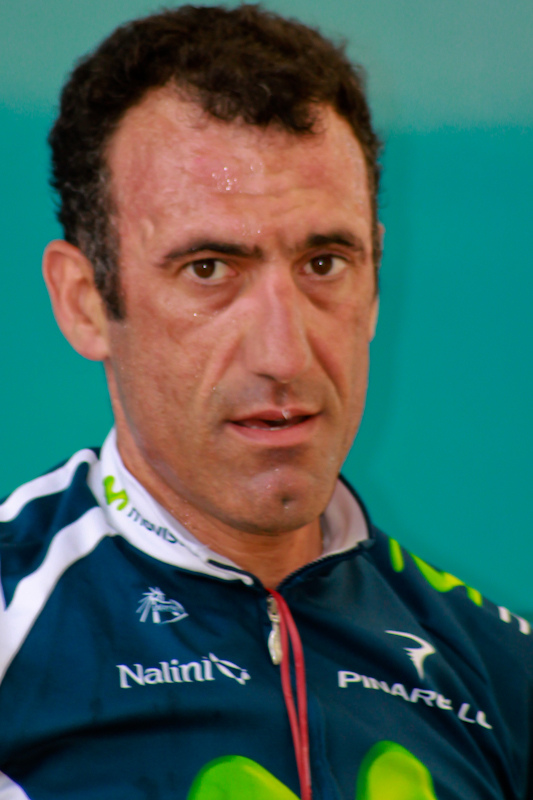
José Vicente García Acosta en 2011.
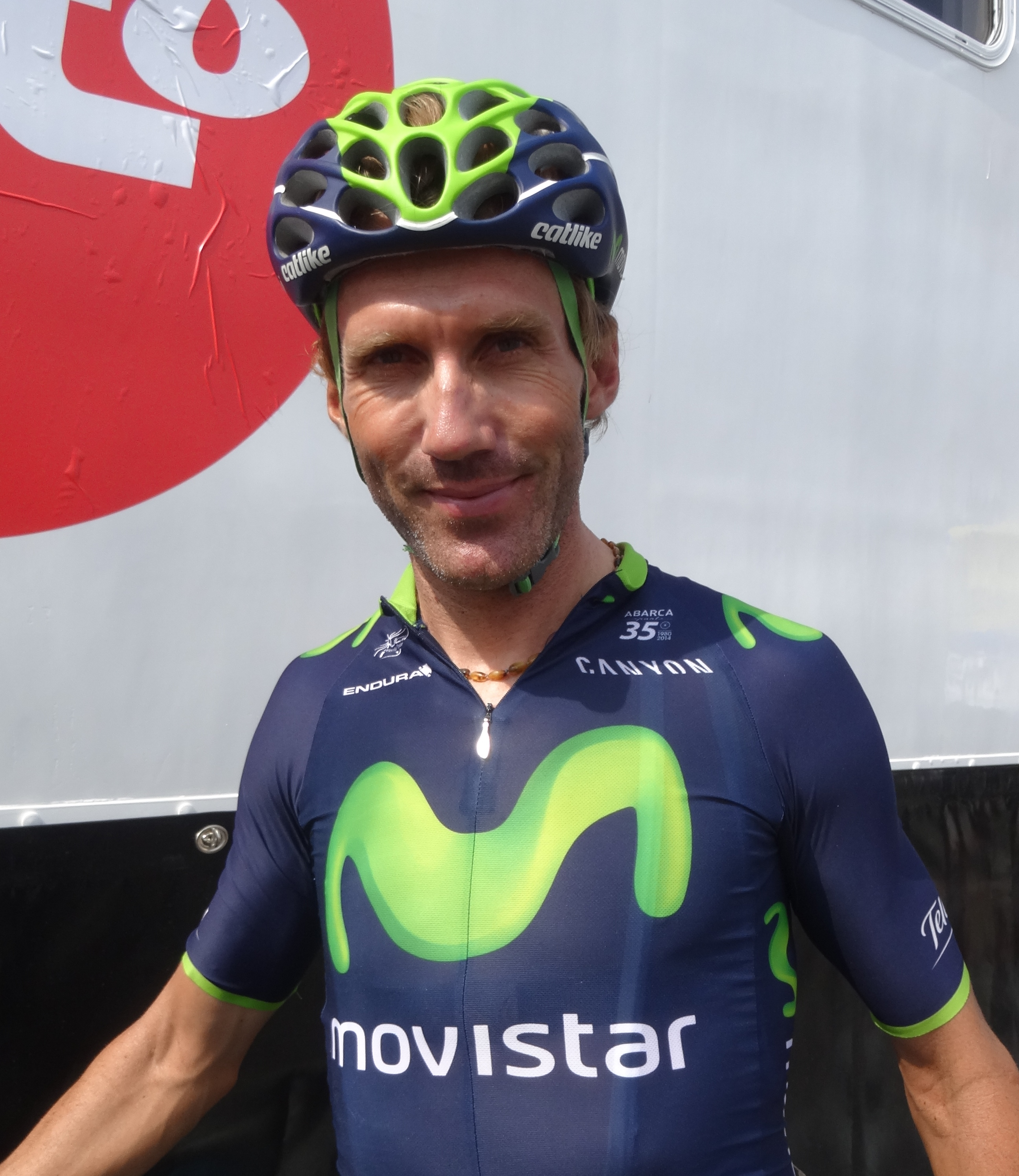
Pablo Lastras en 2014.

## Bilan de la saison
Movistar remporte 26 courses en 2018, ce qui en fait la huitième équipe World Tour la plus prolofique de la saison. À ces succès s'ajoute le titre de champion du monde sur route décroché par Alejandro Valverde sous les couleurs de la sélection nationale espagnole.
La moitié des victoires ont été obtenues par Valverde, les plus notables étant, outre le championnat du monde, le Tour de Catalogne et les deux étapes du Tour d'Espagne. Au cours de cette saison, Alejandro Valverde devient le coureur ayant gagné le plus de courses sous les maillots des équipes d'Abarca Sports depuis 1980 : avec 99 victoires, il dépasse les 97 de Miguel Indurain,. Les deux autres leaders de l'équipe, Nairo Quintana et Mikel Landa, ont connu une saison décevante. Quintana, en terminant dixième du Tour de France et huitième du Tour d'Espagne, est loin des ambitions de victoire ou de podiums affichées,.

### Victoires
| Date          | Course                                                  | Pays                | Classe | Vainqueur          |
| ------------- | ------------------------------------------------------- | ------------------- | ------ | ------------------ |
| 1 fév.        | 2e étape du Tour de la Communauté valencienne           | Espagne             | 2.1    | Alejandro Valverde |
| 3 fév.        | 4e étape du Tour de la Communauté valencienne           | Espagne             | 2.1    | Alejandro Valverde |
| 4 fév.        | Classement général du Tour de la Communauté valencienne | Espagne             | 2.1    | Alejandro Valverde |
| 11 fév.       | 6e étape de Colombia Oro y Paz                          | Colombie            | 2.1    | Dayer Quintana     |
| 25 fév.       | 5e étape du Tour d'Abou Dabi                            | Émirats arabes unis | 2.UWT  | Alejandro Valverde |
| 25 fév.       | Classement général du Tour d'Abou Dabi                  | Émirats arabes unis | 2.UWT  | Alejandro Valverde |
| 10 mars       | 4e étape de Tirreno-Adriatico                           | Italie              | 2.WWT  | Mikel Landa        |
| 11 mars       | Classement général de Paris-Nice                        | France              | 2.UWT  | Marc Soler         |
| 20 mars       | 2e étape du Tour de Catalogne                           | Espagne             | 2.UWT  | Alejandro Valverde |
| 22 mars       | 4e étape du Tour de Catalogne                           | Espagne             | 2.UWT  | Alejandro Valverde |
| 25 mars       | Classement général du Tour de Catalogne                 | Espagne             | 2.UWT  | Alejandro Valverde |
| 31 mars       | Grand Prix Miguel Indurain                              | Espagne             | 1.1    | Alejandro Valverde |
| 8 avr.        | Klasika Primavera                                       | Espagne             | 1.1    | Andrey Amador      |
| 20 avr.       | 1re étape du Tour de Castille-et-León                   | Espagne             | 2.1    | Carlos Barbero     |
| 28 avr.       | 2e étape du Tour des Asturies                           | Espagne             | 2.1    | Richard Carapaz    |
| 28 avr.       | Classement général du Tour des Asturies                 | Espagne             | 2.1    | Richard Carapaz    |
| 6 mai         | 3e étape du Tour de la communauté de Madrid             | Espagne             | 2.1    | Carlos Barbero     |
| 12 mai        | 8e étape du Tour d'Italie                               | Italie              | 2.UWT  | Richard Carapaz    |
| 13 mai        | Classement général du Tour d'Aragon                     | Espagne             | 2.1    | Jaime Roson        |
| 15 juin       | 7e étape du Tour de Suisse                              | Suisse              | 2.UWT  | Nairo Quintana     |
| 16 juin       | 3e étape de la Route d'Occitanie                        | France              | 2.1    | Alejandro Valverde |
| 17 juin       | Classement général de la Route d'Occitanie              | France              | 2.1    | Alejandro Valverde |
| 25 juil.      | 17e étape du Tour de France                             | France              | 2.UWT  | Nairo Quintana     |
| 10 août       | 4e étape du Tour de Burgos                              | Espagne             | 2.HC   | Carlos Barbero     |
| 26 août       | 2e étape du Tour d'Espagne                              | Espagne             | 2.UWT  | Alejandro Valverde |
| 1er septembre | 8e étape du Tour d'Espagne                              | Espagne             | 2.UWT  | Alejandro Valverde |

### Résultats sur les courses majeures
Les tableaux suivants représentent les résultats de l'équipe dans les principales courses du calendrier international (les cinq classiques majeures et les trois grands tours). Pour chaque épreuve est indiqué le meilleur coureur de l'équipe, son classement ainsi que les accessits glanés par Movistar sur les courses de trois semaines.

#### Classiques
| Classique            | Milan-San Remo       | Tour des Flandres   | Paris-Roubaix       | Liège-Bastogne-Liège     | Tour de Lombardie        |
| -------------------- | -------------------- | ------------------- | ------------------- | ------------------------ | ------------------------ |
| Coureur (classement) | Carlos Barbero (57e) | Imanol Erviti (60e) | Imanol Erviti (30e) | Alejandro Valverde (13e) | Alejandro Valverde (11e) |

#### Grands tours
| Grand tour           | Tour d'Italie                        | Tour de France                                                      | Tour d'Espagne |
| -------------------- | ------------------------------------ | ------------------------------------------------------------------- | --- |
| Coureur (classement) | Richard Carapaz (4e)                 | Mikel Landa (7e)                                                    | Alejandro Valverde (5e)                                                                                               |
| Accessits            | 1 victoire d'étape (Richard Carapaz) | 1 victoire d'étape (Nairo Quintana), Classement général par équipes | 2 victoires d'étapes (Alejandro Valverde), Classement par points (Alejandro Valverde), Classement général par équipes |